# Jurij Durinow
Jurij Durinow – radziecki skoczek narciarski, drużynowy brązowy medalista mistrzostw świata juniorów w 1986.
13 lutego 1986 w Lake Placid, podczas mistrzostw świata juniorów zdobył brązowy medal w konkursie drużynowym, w którym wystartował wraz z Siergiejem Badienko, Michaiłem Jesinem i Jewgienijem Waszurinem. Reprezentanci ZSRR przegrali wówczas z drużynami Republiki Federalnej Niemiec i Włoch.

## Osiągnięcia

### Mistrzostwa świata juniorów
| Miejsce | Dzień     | Rok  | Miejscowość | Konkurs                     | Wynik | Strata | Zwycięzca |
| ------- | --------- | ---- | ----------- | --------------------------- | ----- | ------ | --------- |
| 3.      | 13 lutego | 1986 | Lake Placid | Skocznia normalna drużynowo | ?     | ?      | RFN       |